# 拉塞尔 (洛特-加龙省)
拉塞尔（法語：Lasserre，法語發音：[lasɛʁ]）是法国洛特-加龙省的一个市镇，属于内拉克区。

## 地理
拉塞尔（44°3'53"N, 0°23'29"E）面积6.49 平方千米，位于法国新阿基坦大区洛特-加龍省，该省份为法国西南部内陆省份，北起多爾多涅省，西接吉倫特省和朗德省，南至热尔省，东临塔恩-加龙省和洛特省。
与拉塞尔接壤的市镇（或旧市镇、城区）包括：菲约、弗朗塞斯卡、弗雷舒、蒙克拉博、内拉克。

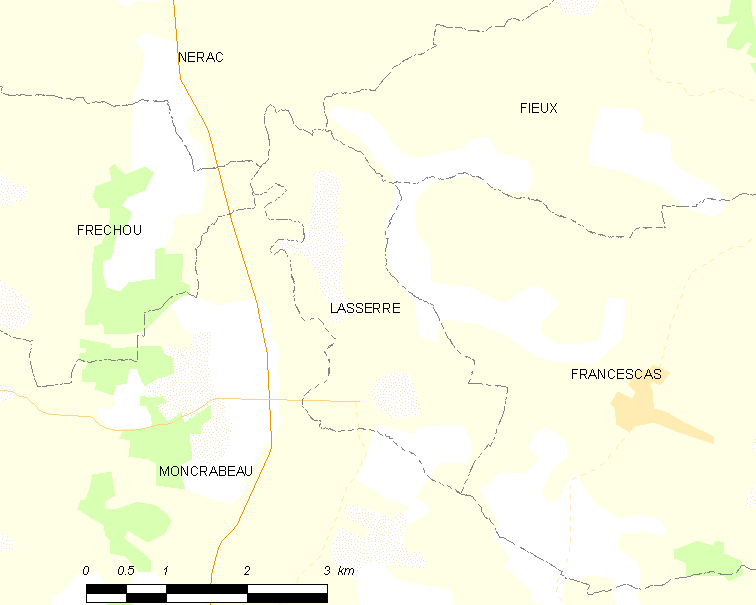
的OSM定位图

拉塞尔的时区为UTC+01:00、UTC+02:00（夏令时）。

## 行政
拉塞尔的邮政编码为47600，INSEE市镇编码为47139。

## 政治
拉塞尔所属的省级选区为阿尔布雷县。

## 人口

1962-2008年间人口变化图示

拉塞尔于2022年1月1日时的人口数量为98人。